# Râul Tur (sit SCI)
Râul Tur este o arie protejată (arie specială de conservare — SAC, sit de importanță comunitară — SCI) din România, desemnată în scopul protejării biodiversității și menținerii într-o stare de conservare favorabilă a florei spontane și faunei sălbatice, precum și a habitatelor naturale de interes comunitar aflate în arealul zonei protejate. Acesta este situat în nord-vestul Transilvaniei, pe teritoriul nord-estic al județului Satu Mare .

## Localizare
Aria naturală se află în extremitatea nord-vestică a Transilvaniei în județul Satu Mare, ocupând teritoriile administrative ale comunelor Agriș, Botiz,  Călinești-Oaș, Gherța Mică, Halmeu, Lazuri, Medieșu Aurit, Micula, Orașu Nou, Porumbești, Turț și Turulung; și pe cel al orașului Livada. Aceasta este străbătută de drumul european E81 care leagă Ucraina de România.

## Înființare
Zona a fost declarată sit de importanță comunitară prin Ordinul Ministerului Mediului și Dezvoltării Durabile Nr.1964 din 13 decembrie 2007 (privind instituirea regimului de arie naturală protejată a siturilor de importanță comunitară, ca parte integrantă a rețelei ecologice europene Natura 2000 în România) și se întinde pe o suprafață de 20.537,8 hectare. Situl a fost protejat și ca arie specială de conservare în mai 2022. Acesta include rezervația naturală Cursul inferior al Râului Tur și se suprapune ariei de protecție specială avifaunistică Lunca Inferioară a Turului.
Situl reprezintă o zonă naturală (păduri de foioase, pajiști, pășuni, râuri, lacuri, mlaștini, turbării, meandre, terenuri arabile și culturi) încadrată în bioregiunea continentală a albiei râului Tur, cuprinsă între colinele vestice ale Munților Oașului (grupă muntoasă a Carpaților Maramureșului și Bucovinei, aparținând lanțului carpatic al Orientalilor) și până la granița cu Ungaria.

## Biodiversitate
Aria protejată dispune de 14 tipuri de habitate naturale de interes comunitar; astfel: Păduri dacice de stejar și carpen; Păduri de fag de tip Asperulo-Fagetum; Păduri balcano-panonice de cer și gorun; Păduri ripariene mixte cu Quercus robur, Ulmus laevis, Fraxinus excelsior sau Fraxinus angustifolia, din lungul marilor râuri; Păduri aluviale cu Alnus glutinosa și Fraxinus excelsior; Zavoaie cu Salix alba si Populus alba; Tufărișuri subcontinentale peri-panonice; Comunități de lizieră cu ierburi înalte higrofile de la nivelul câmpiilor, până la cel montan și alpin; Pajiști xerice pe substrat calcaros; Pajiști de altitudine joasă; Pajiști cu Molinia pe soluri calcaroase, turboase sau argiloase; Râuri cu maluri nămoloase cu vegetație de Chenopodion rubri și Bidention; Lacuri eutrofe naturale cu vegetație de tip Magnopotamion sau Hydrocharition și Lacuri distrofe și iazuri.
La baza desemnării sitului se află câteva specii faunistice (mamifere, reptile, amfibieni, pești, insecte) enumerate în anexa I-a a Directivei Consiliului European 92/43/CE din 21 mai 1992 (privind conservarea habitatelor naturale și a speciilor de faună și floră sălbatică) sau aflate pe lista roșie a IUCN
Mamifere: cerb lopătar (Dama dama), căprioară (Capreolus capreolus), pisică sălbatică (Felis silvestris), vidra de râu (Lutra lutra), hârciog european (Cricetus cricetus), șoarecele pitic (Micromys minutus), liliacul de iaz (Myotis dasycneme), liliacul cu urechi mari (Myotis bechsteini), liliacul cu urechi late (Barbastella barbastellus), liliacul comun (Myotis myotis), liliacul cărămiziu (Myotis emarginatus), liliacul cu urechi de șoarece (Myotis blythii), liliac mare cu potcoavă (Rhinolophus ferrumequinum), liliac mic cu potcoavă (Rhinolophus hipposideros);
Reptile și amfibieni: șarpele lui Esculap (Elaphe longissima), șarpele orb (Anguis fragilis), șarpele de alun (Coronella austriaca), viperă (Vipera berus), șopârlă de câmp (Lacerta agilis), gușter (Lacerta viridis), țestoasa de baltă (Emys orbicularis), buhaiul de baltă cu burtă roșie (Bombina bombina), tritonul cu creastă (Triturus cristatus), tritonul comun transilvănean (Triturus vulgaris ampelensis), tritonul cu creastă danubian (Triturus dobrogicus), sălămâzdră de uscat (Salamandra salamandra), ivorașul-cu-burta-galbenă (Bombina variegata), broasca râioasă brună (Bufo bufo), broască râioasă verde (Bufo viridis), brotacul verde de copac (Hyla arborea), broască de mlaștină (Rana arvalis), broasca roșie de pădure (Rana dalmatina), broasca de pământ (Pelobates fuscus), broasca mică de lac (Rana lessonae); 
Pești cu specii de: babușcă de Tur (Rutilus pigus virgo), țipar (Misgurnus fossilis), zvârlugă (Cobitis taenia), porcușor de șes (Gobio albipinnatus), porcușor de nisip (Gobio kessleri), boarță (Rhodeus sericeus amarus), dunăriță (Sabanejewia aurata), avat (Aspius aspius), fusar (Zingel streber); 
Nevertebrate (gândaci, scoici, fluturi): gândacul de apă (Graphoderus bilineatus), croitorul mare al stejarulu (Cerambyx cerdo), rădașcă (Lucanus cervus), o scoică din specia Unio crassus (scoică-mică-de-râu), specie considerată cu risc ridicat de dispariție în sălbăticie și inclusă în lista roșie a IUCN), precum și șapte specii de fluturi: Lycaena helle (un lepidopter rar, semnalat în România doar aici și în rezervația naturală Poienile cu narcise din Dumbrava Vadului), Lycaena dispar (fluturele purpuriu), Euphydryas aurinia (fluturele auriu), Leptidea morsei (fluturele de muștar), Eriogaster catax (fluturele de noapte), Maculinea teleius (fluturașul albastru cu puncte negre) și Coenagrion ornatum (albilița portocalie). 
În arealul sitului este semnalată prezența câtorva rarități floristice protejate prin aceeași Directivă a CE 92/43/CE din 21 mai 1992  ; printre care laleaua pestriță (Fritillaria meleagris), poroinic (Orchis mascula ssp. signifera), untul vacii (Orchis morio), pușca-dracului (Phyteuma tetramerum), stupiniță (Platanthera bifolia), ferigă plutitoare (Salvinia natans), forfecuța bălții (Stratiotes aloides) și cornaci (Trapa natans).

## Căi de acces
- Drumul național DN19 pe ruta Negrești-Oaș - Vama - Orașu Nou.
- Drumul european E81 pe ruta Halmeu - Turulung - Drăgușeni.

## Atracții turistice
În vecinătatea sitului se află câteva obiective de interes turistic (lăcașuri de cult, monumente istorice, arii protejate, zone naturale, situri arheologice), astfel:

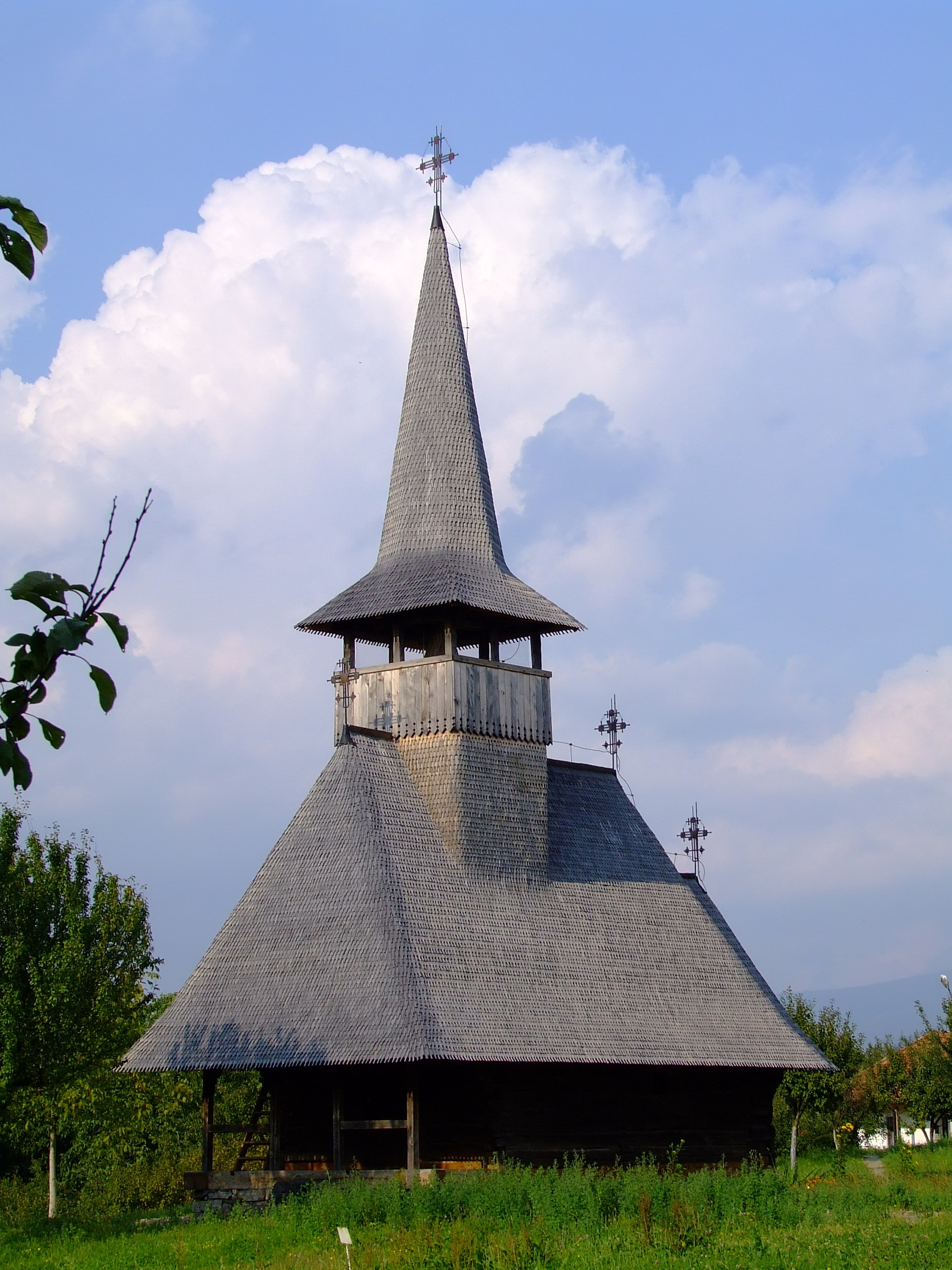
Biserica de lemn din Lechința

- Biserica de lemn din Lechința construită în secolul al XVII-lea. Lăcașul de cult este amplasat în secția în aer liber a Muzeului Țării Oașului.
- Biserica de lemn din satul Lazuri.
- Biserica reformată din orașul Livada construită în anul 1457. Biserica este de plan dreptunghiular și păstrează în cea mai mare parte arhitectura și decorația gotică.
- Castelul Vecsey din Livada construit în 1760 în stil baroc, pe 3 nivele, cu o mică curte interioară.
- Situl arheologic de la Dumbrava (așezare și necropolă datate în sec. II - IV p. Chr.)
- Aria de protecție specială avifaunistică Lunca Inferioară a Turului.